# Пишин (Иран)
Пиши́н (перс. پیشین‎) — город на юго-востоке Ирана, в провинции Систан и Белуджистан. Административный центр округа Пишин, который входит в состав шахрестана Сарбаз. Расположен вблизи границы с Пакистаном; по другую сторону границы находится пакистанский город Манд.
Население по данным на 2012 год составляет 12 402 человека; по данным переписи 2006 года оно насчитывало 10 477 человек; представлено главным образом народом белуджи. Преобладающий язык населения — белуджский.